# Malham Tarn
Malham Tarn är en sjö i Storbritannien.   Den ligger i grevskapet North Yorkshire och riksdelen England, i den centrala delen av landet, 300 km norr om huvudstaden London. Malham Tarn ligger 377 meter över havet. Arean är 0,62 kvadratkilometer.Trakten runt Malham Tarn består i huvudsak av gräsmarker. Den sträcker sig 1,0 kilometer i nord-sydlig riktning, och 0,9 kilometer i öst-västlig riktning.